# Тіні для повік

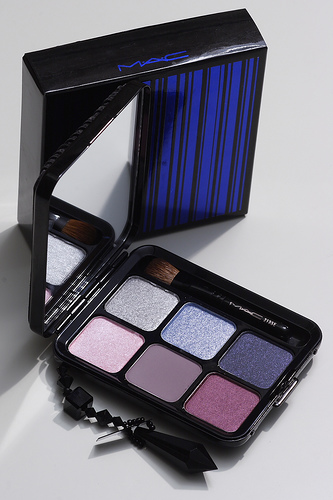
Тіні для повік

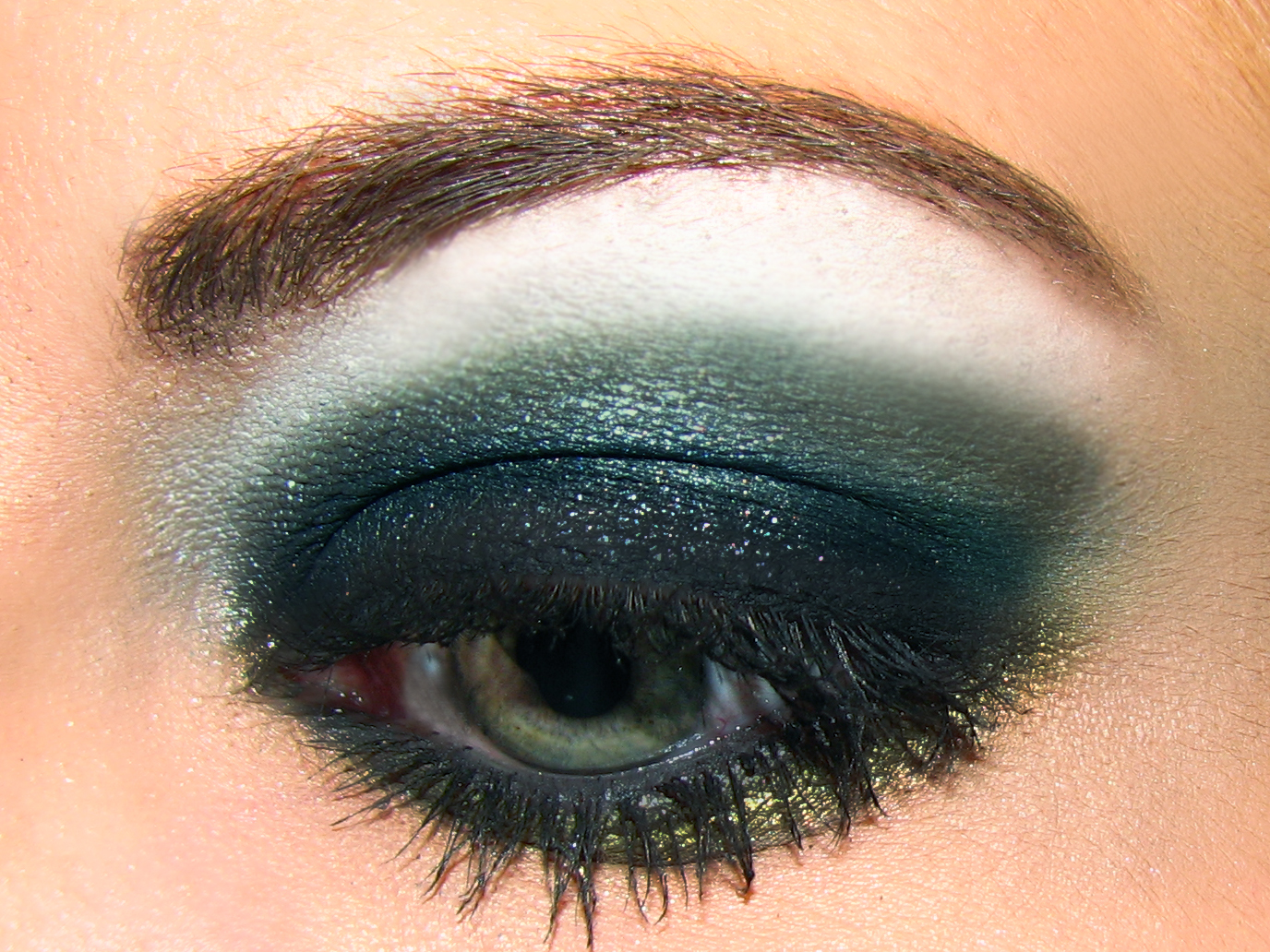
Макіяж очей

Тіні для повік — засіб декоративної косметики, що застосовується для макіяжу очей.
Тіні для повік використовувалися в косметиці з давніх часів.
При розкопках в Єгипті була виявлена перша фарба для повік з сурми і сажі. Римлянки вже в середині першого століття н. е. сурму використовували як тіні для повік.
Тіні для повік є універсальним засобом, і можуть застосовуватися в макіяжі не тільки очей. Залежно від текстури, їх використовують для боді-арту, гриму або творчого макіяжу. Тіні, як правило, безпечні для нанесення і тривалого носіння на шкірі. Вони не обмежують виділення шкірного сала і доступ повітря.
При застосуванні на повіках тіні використовують, щоб скорегувати форму очі, підкреслити їх колір, візуально збільшити очі або привернути до них увагу. Для нанесення тіней використовують пальці, аплікатори і пензлі. Пензлі вважаються найпідходящим інструментом, різні форми ворсу застосовують для різних елементів макіяжу.
Термін зберігання тіней залежить від текстури, проте часто жінки нехтують ним, використовуючи продукт до зміни його якісних характеристик. Вважається, що термін зберігання сухих тіней вище, ніж у рідких текстур, проте багато в чому він залежить від процесу експлуатації.

## Види тіней для повік
Сухі текстури
- Пігменти — найуніверсальніший вид тіней. Являють собою порошок, який наноситься на шкіру. Для підвищення стійкості пігментів використовують спеціальну базу під тіні, що забезпечує прилипання частинок до шкіри. Пігмент — це чистий барвник, який застосовують не лише на очах, часто змішуючи з іншими продуктами для зміни текстури.
- Запечені — розсипчасті компоненти для тіней, змішані з водою, після цього запечені в спеціальній печі при температурі не менше 60 градусів. Мають м'яку і тонку текстуру і яскравий перламутровий блиск, зручні у використанні. Отримані таким чином тіні легко наносяться, не розсипаються і довгий час тримаються на повіках. Наносяться пальцем, пензлем, аплікатором тощо. Можна наносити у сухому вигляді або вологим пензлем.
- Пресовані, сухі тіні — тіні на сухій порошкоподібної основі, щільно утрамбовані в металеву форму. Це найпопулярніші види тіней. Склад аналогічний складу пудри: тальк, гідроксид хрому, окис цинку, двоокис титану, стеарати цинку і магнію, каолін, фарбувальні і перламутрові пігменти і т. д.

Сухі текстури більш безпечні з точки зору гігієни використання. Для знезараження поверхні сухих тіней візажисти використовують спеціальні гігієнічні спреї або розпилюють на них спирт. Для підтримки чистоти продукту слід уникати попадання в нього бруду, пилу і будь-яких рідин.
Рідкі та гелеві текстури
- Тіні для повік у вигляді олівців (eyelid stick; pencil eye-shadow; eye-shadow pencil; eye-shadow stick) відносяться до крем — або гелевим текстур. Випускаються у вигляді традиційного олівця або олівця в пластиковому корпусі, іноді у вигляді механічного олівця висувним грифелем. Товщина таких олівців коливається від 8 до 15 мм. До складу олівців входять безводні суміші жирових речовин та восків: бджолиний віск, віск восконосної пальми і свічкового дерева, суміш парафіну та церезину, стеаринова кислота, жироподібні речовини, завдяки яким досягається відповідна консистенція і зменшується твердість олівця. Стійкість таких тіней сильно варіюється, нерідко для їх закріплення використовується суха текстура (пігменти, пресовані, сухі тіні, безбарвна пудра).

- Крем (рідкі, кремоподібні тіні) — тіні на жировій основі. Наносяться пальцем, пінопластовим аплікатором або пензликом, краще синтетичним, оскільки синтетичний матеріал вбирає продукт менше, ніж натуральний. Як правило, водостійкі. Крем-тіні застигають через деякий час після нанесення, тому для створення розтушовування потрібен досвід.
- Рідкі тіні — відносно новий вид тіней. Упаковка нагадує упаковку блисків для губ, використовується аналогічний аплікатор. Такі тіні застигають при нанесенні, що забезпечує їм стійкість.

Гігієна використання рідких текстур полягає в тому, щоб не наносити безпосередньо на шкіру. Візажисти використовують спеціальні металеві або пластикові панелі і лопатки, або чистою лопаткою переносять невелика кількість продукту на попередньо вимиту руку.
Характеристика тіней за наявності блиску
- Матові тіні — найпопулярніший вид серед професійних візажистів. Використовуються для натурального (природного) макіяжу. Матові тіні нерідко використовуються як базові, комбінуються з іншими видами.
- Тіні з атласним блиском — також їх називають «сатиновими». Такі тіні виглядають більш природно, вони наслідують ефекту зволоженою людської шкіри. Вони найпопулярніші серед початківців, так як з ними легко працювати. Сатиновий блиск передбачає виражений блик, але окремі блискітки не видно.
- Тіні з шиммером (з блискітками) — залежно від розміру і кількості блискіток, тіні з шиммером можуть виглядати і як глянсова поверхню, але з більш вираженим сяйвом, ніж сатинові, і як розсип окремих блискіток. Тіні з шиммером можуть бути на кольоровий базі, тобто блискітки додаються до матових тіней. Шімер на прозорій базі може лягати на шкіру менш щільним шаром, і його відтінки можуть змінюватися в залежності від кольору тіней, який завдали під низ.
- Дуохроми — підвид тіней з шиммером або атласним сяйвом, характеризується зміною відтінку залежно від кута падіння світла. Для такого ефекту використовується подрібнена слюда.

Ще однією важливою характеристикою тіней є пігментація. Зокрема, тіні для домашнього застосування роблять напівпрозорими, щоб зменшити кількість помилок і позбавити від необхідності розтушовування. Професійні тіні більш щільні, покривні, що дозволяє з першого шару створити яскравий макіяж.
1. ↑  Goins, Liesa. The Makeup of Makeup: Decoding Eye Shadow. WebMD (англ.). Процитовано 16 серпня 2022.
2. ↑  Cleopatra's Eye Makeup Warded Off Infections?. Science (англ.). 15 січня 2010. Процитовано 16 серпня 2022.
3. ↑  Ophthalmology of the Pharaohs: Antimicrobial Kohl Eyeliner in Ancient Egypt. Discover Magazine (англ.). Процитовано 16 серпня 2022.